# Nicetas II Muntanes
Nicetas II Muntanes, gr. Νικήτας Β΄ Μουντάνης, Nikētas II Mountanēs – patriarcha Konstantynopola w latach 1186–1189.

## Życiorys
Nicetas był diakonem i sakelariuszem kościoła w Konstantynopolu. Został  wyniesiony na stolicę patriarszą przez cesarza Izaaka II Angelosa w lutym 1186 r. Trzy lata później, w lutym 1189 r., odwołał go pod zarzutem „nazbyt posuniętej starości i za dużej prostoty”.